# Ювеналий (Килин)
Архиепископ Ювеналий (в миру Иван Кельсиевич Килин, в схиме Иоанн; 19 апреля [1 мая] 1875, Арзамасцево, Вятская губерния — 28 декабря 1958, Ижевск) — епископ Русской православной церкви, архиепископ Ижевский и Удмуртский.

## Биография
Родился 19 апреля 1875 года в селе Арзамасцево Сарапульского уезда в крестьянской семье.
Успешно окончив начальную земскую школу в Арзамасцеве, поступил в Сарапульское уездное училище, которое закончил в 1889 году.
В 1896 году поступил послушником в Белогорский мужской монастырь Пермской епархии.
2 июля 1900 года пострижен в монашество, а 23 июля рукоположён во иеродиакона.
12 февраля 1902 года рукоположён во иеромонаха.
В 1903 году назначен заведующим Белогорского подворья в Перми и был участником открытия мощей преп. Серафима Саровского.
В 1907 году совершил паломничество в Иерусалим и на Афон.
В 1910 году — эконом архиерейского дома в Перми.
С 1911 года — настоятель и строитель мужской Фаворской пустыни Осинского уезда.
19 июля 1912 года возведён в сан игумена.
С 1912 года слушал пастырско-миссионерские курсы под руководством А. Г. Кулешова, которые продолжались до 1917 года.
24 июля 1916 года возведён в сан архимандрита и назначен благочинным мужских и женских монастырей Пермской епархии.
С 3 июня 1919 года эвакуировался в Читу, где временно занимал должность настоятеля Верхнеудинского мужского монастыря.
1 марта 1920 года переехал в Харбин.
С 1 апреля 1921 года — настоятель Успенского храма и смотритель Нового кладбища в Харбине.
С 1 сентября 1922 года — строитель и настоятель новостроящегося Казанско-Богородицкого монастыря (на Крестовском острове), в Харбине.
В январе 1923 года прибыл в Сербию, где состоял настоятелем Сербского мужского монастыря (Витовница).
С февраля 1924 года — настоятель мужского монастыря в посёлке Гандатенском (Новом Мадегоу) на Дальнем Востоке.
Его трудами создана типография и больница при монастыре для братии и бедного населения.

### Архиерейство
16 февраля 1935 года хиротонисан в Харбине во епископа Синьцзянского (Китайский Туркестан), второго викария Русской Духовной миссии в Китае.
Из-за значительных затруднений для проезда новопоставленный епископ не смог отправиться к врученной ему Синьзянской пастве. В течение года Владыка продолжал настоятельствовать в Харбинской Казанской обители.
В 1936 году заменял Начальника Миссии, епископа Виктора, находившегося в Белграде, а с 1937 по 1938 год — миссийского викария, Иоанна Шанхайского.
После его возвращения, Владыка Ювеналий был определён настоятелем Никольского храма-памятника в Шанхае, где помогал епископу Иоанну в делах Миссии.
В мае 1941 года постановлением Архиерейского Синода Русской Зарубежной Церкви, он был вновь назначен настоятелем Казанско-Богородицкой обители в Харбине с подчинением ему монашеской общины в Трёхречье и присвоением ему титула епископа Цицикарского, второго викария Харбинской епархии.
В октябре 1945 года принят в лоно Русской Православной Церкви.
С 1945 по 1947 год вольнослушатель Богословского факультета при институте имени Святого князя Владимира в Харбине.
С 15 июня 1946 года — епископ Шанхайский.
В январе 1947 года прибыл на Родину и до июня этого же года пребывал на покое в Псково-Печерском монастыре. Выезжал из монастырья в Ленинград для участия в отпевания архиепископа Димитрия (Вознесенского) (2 февраля 1947 года) и в хиротонии епископа Лужского Симеона (Бычкова) (30 марта 1947 года).
С 12 мая 1947 года назначен епископом Челябинским и Златоустовским.
С 3 июня 1948 года — архиепископ Иркутский и Читинский.
С 21 февраля 1949 года — архиепископ Омский и Тюменский.
С 31 июля 1952 года — архиепископ Ижевский и Удмуртский.
В феврале 1955 года награждён правом ношения креста на клобуке.
Перед кончиной принял схиму с именем Иоанн.
Скончался 28 декабря 1958 года в городе Ижевске. Отпевание возглавил епископ Вологодский и Череповецкий Гавриил (Огородников), служивший в сане иеромонаха в 1930-х — начале 1940-х годов в Китае. Погребен в Троицком кафедральном соборе Ижевска.